# Reserva natural de Tunguska
La reserva natural de Tunguska (en ruso: Тунгусский заповедник), también conocida como Tungussky, es una reserva natural estricta (un 'Zapovédnik') de Rusia ubicado en la parte central de la meseta central de Siberia. Como consecuencia de un meteorito en 1908, se talaron y quemaron más de 2000 km² de bosque boreal. La taiga afectada en la zona del desastre se ha restaurado de forma natural en los últimos 100 años. 
La reserva se constituyó formalmente el 9 de octubre de 1995 y está situada en el distrito administrativo (raión) de Evenkia del Krai de Krasnoyarsk.

## Topografía
La reserva se asienta en una meseta baja, con valles fluviales profundamente cortados. Las cimas de los valles se asemejan a crestas alargadas, con colinas de una altura típica de 100 a 300 metros. El punto más elevado del territorio se encuentra a 602 metros sobre el nivel del mar. El evento Tunguska ocurrió en el extremo norte de la reserva. El río Tunguska Pedregoso (Podkámmenaia Tunguska) atraviesa el límite sur de la reserva. Dos ríos principales corren hacia el sur a través de la reserva, el río Chamby y el río Hushmy. Los valles fluviales generalmente están anegados cuando no están congelados.
En el límite norte del lugar se encuentra el lago Cheko, un lago termokarst redondo y pintoresco; Se ha sugerido como posible lugar de impacto de la caída del meteorito de 1908.

## Clima y ecorregión
Tunguska se encuentra en la ecorregión de la taiga de Siberia Oriental, que se encuentra entre el río Yenisei y el río Lena. Su frontera norte llega al círculo polar ártico y su frontera sur alcanza la latitud 52 °N. La vegetación dominante es la taiga ligera de coníferas con bosques formados por alerce de Gmelin (Larix gmelinii) que forma el dosel en áreas con poca capa de nieve. Esta ecorregión es rica en minerales.
El clima característico de la región es un clima subártico, sin estación seca (clasificación climática de Köppen (Dfc)). Este clima se caracteriza por veranos suaves, solo 1 a 3 meses por encima de los 10 °C (50,0 °F) e inviernos fríos y nevados, el mes más frío por debajo de los -3 °C (26,6 °F).

## Flora y fauna
Alrededor del 70 % del territorio está cubierto de bosques y entre un 15 % y un 20 % son pantanos. Además de los pinos y alerces dominantes, ocasionalmente se encuentran extensiones de bosques formados por abetos y cedros. Hay sotobosque de alisos, abedules enanos (Betula nana), arándanos rojos (Vaccinium vitis-idaea), arándano azul (Vaccinium corymbosum), hierbas, musgos y una cubierta de líquenes. Los científicos han registrado en la reserva 314 especies de angiospermas.
Los animales que se pueden encontrar en la reserva son los característicos de la taiga central de Siberia. Los mamíferos incluyen alces, osos pardos, martas cibelinas, ardillas, lobos, caribúes y glotones. Los científicos de la reserva han registrado 41 especies de mamíferos y 19 especies de peces. Las aves son en su mayoría especies de humedales; En el territorio se han registrado 170 especies de aves.

## Ecoturismo
Al tratarse de una reserva natural estricta, la reserva de Tunguska está en su mayor parte cerrada al público en general, aunque es posible organizar recorridos y excursiones con la administración del parque a través de la oficina principal del parque, que se encuentra en la localidad de Vanavara. Sin embargo, hay cuatro rutas 'ecoturísticas' en la reserva que están abiertas al público, pero requieren obtener permisos con antelación. Las cuatro rutas conducen al presunto lugar de la explosión del meteorito. Hay varios vuelos por semana desde Krasnoyarsk.
En el lugar se han identificado varios yacimientos arqueológicos del Neolítico (3000-4000 a. C.), con herramientas de piedra, cerámica y fragmentos de hueso.